# ای‌اکس‌اس
ای‌اکس‌اس (انگلیسی: AXS TV) شرکت رسانه‌ای آمریکایی است، که در سال ۲۰۰۱ تأسیس شد.